# Ctenoplusia subchalybaea
Ctenoplusia subchalybaea är en fjärilsart som beskrevs av Walker 1865. Ctenoplusia subchalybaea ingår i släktet Ctenoplusia och familjen nattflyn. Inga underarter finns listade i Catalogue of Life.